# Óme (Tokio)
Óme (japonsky 青梅市) je město v prefektuře Tokio v Japonsku. K roku 2017 má zhruba 135 tisíc obyvatel.

## Poloha a doprava
Óme leží na středním toku Tamy (přítoku Tokijského zálivu) na západním okraji aglomerace tvořící jádro Tokia.
Z hlediska správního členění je Óme součástí prefektury Tokio v oblasti Kantó. Na severu hraničí s Hannó a na severovýchodě s Irumou, obojí v prefektuře Saitama. Zbylé sousední obce patří do prefektury Tokio, jedná se o Mizuho na východě, Hamuru na jihovýchodě, Akiruno a Hinode na jihu a Okutamu na západě.
Přes Óme vede železniční trať Tačikawa – Okutama z Tačikawy do Okutamy, která patří pod Východojaponskou železniční společnost.

## Dějiny
Óme vzniklo sloučením menších obcí 1. dubna 1951.

### Rodáci
- Cutomu Mijazaki (1961 – 2008), sériový vrah
- Nacuko Haraová (* 1989) – fotbalistka